# Shen Si
Shen Si (en chino, 申思; Shanghái, China, 1 de mayo de 1973) es un exfutbolista y entrenador de fútbol chino que jugaba en la posición de centrocampista.

## Carrera

### Club
| Periodo   | Club                   | Apariciones | Goles |
| --------- | ---------------------- | ----------- | ----- |
| 1994–2001 | Shanghai Shenhua       | 160         | 25    |
| 2002–2004 | Shanghai International | 58          | 3     |
| 2005–2006 | Shanghai Zobon         | 7           | 0     |

### Selección nacional
Jugó para China en 39 ocasiones de 1995 a 2002 y anotó tres goles; y participó en la Copa Asiática 2000.

### Entrenador
| Periodo   | Club           |
| --------- | -------------- |
| 2006–2007 | Shanghai Zobon |
| 2009–2010 | Pudong Zobon   |

## Logros
- Liga Jia-A: 1995[3]
- Copa de China de fútbol: 1998